# Tarifa

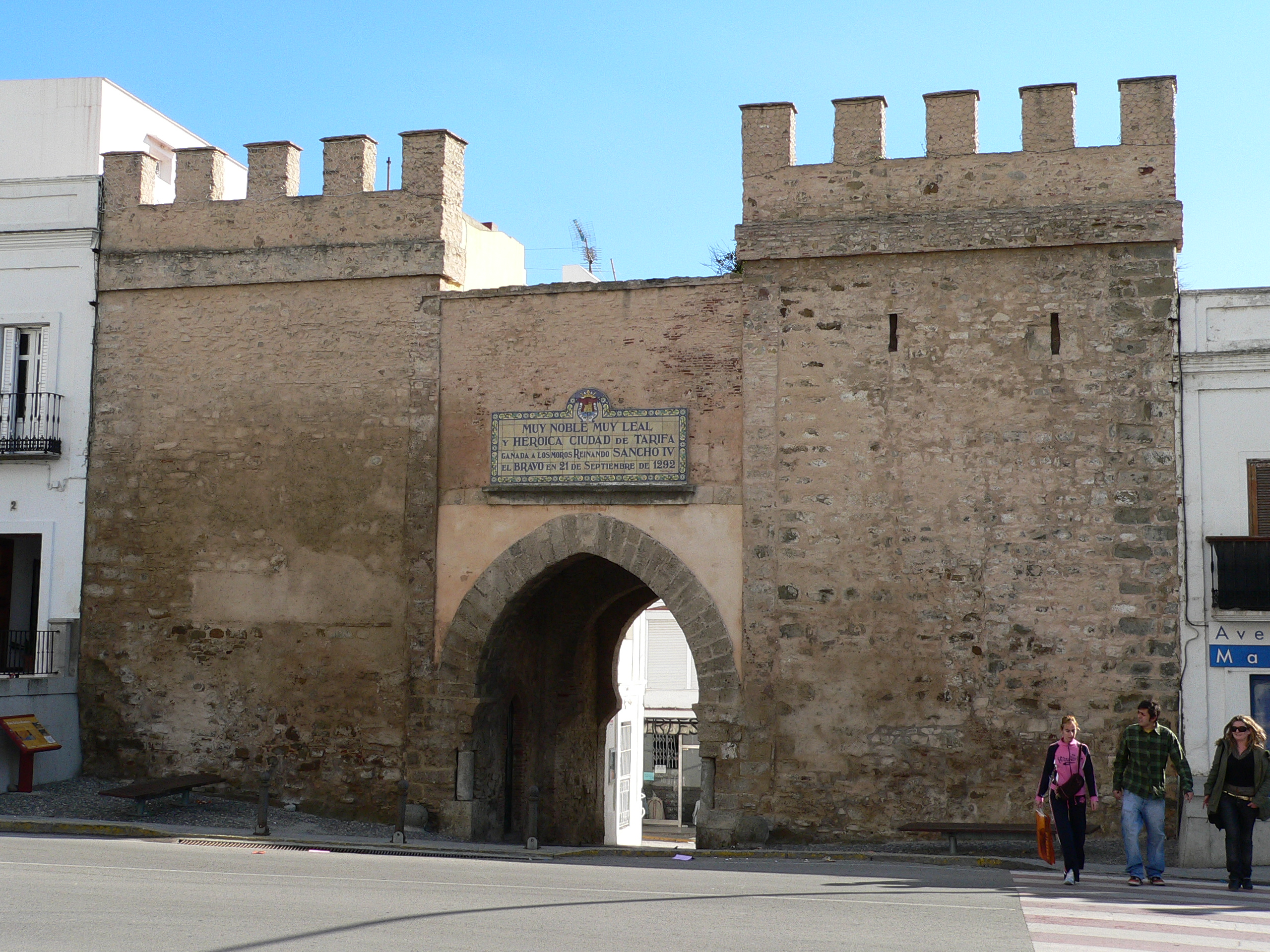
Tarifa

Tarifa je španělské přístavní město v autonomním společenství Andalusie v provincii Cádiz v 
comarce Campo de Gibraltar, na jižním výběžku Pyrenejského poloostrova, kde se stýká Středozemní moře s Atlantským oceánem. Nachází se na pobřeží Costa de Luz (česky Pobřeží světla) a je 14 km vzdáleno od afrického pobřeží. Je známé jako místo pro vodní sporty, tj. windsurfing a kitesurfing (kiteboarding).
Součástí Tarify jsou osady Tahvilla, Facinas a Bolonia. Na ostrově Isla de Tarifa (nebo Isla de las Palomas, česky Holubí ostrov), který je spojovací hrází spojen s pevninou, se nachází pevnost Tarifa a mys Tarifa (Punta de Tarifa nebo Punta Marroqui) – nejjižnější bod kontinentální Evropy na 36° severní šířky. Isla de Tarifa odděluje Atlantik od Středozemního moře. Jihovýchodním směrem je z Tarify dobře vidět útes Gibraltaru a jižním směrem přes Gibraltarský průliv pobřeží Afriky.

## Poloha
Nachází se na pobřeží Costa de Luz („pobřeží světla“) a je 14 km vzdáleno od afrického pobřeží. Jižně od města Tarifa se nachází ostrov Isla de Tarifa, který tvoří hranici mezi Atlantikem a Středozemním mořem. Jihovýchodním směrem je z Tarify dobře vidět útes Gibraltaru a jižním směrem přes Gibraltarský průliv pobřeží Afriky. Na ostrově se nachází nejjižněji položený evropský mys Tarifa s majákem.

## Historie
Tarifa byla založená Féničany a dále Římané založili město Julia Traducta. Podle posledních poznatků to bylo sídlo v nynější Algericas a v místě Tarify se nacházela osada Mellaria. V obvodu Tarify byla založena Římany osada tzv. Baleo Claudia, ruiny se nacházejí v blízkosti Bolonie. V roce 710 se zde vylodilo malé muslimské vojsko pod vedením Tárika ibn Málika, podle kterého je název města. Od roku 1090 je město pod nadvládou dynastie Almorávidů a od roku 1147 zde vládli Almohadové. V roce 1292 bylo město dobyto v rámci reconquisty křesťanskými vojsky Sancha IV. Kastilského. V roce 1294 město ubránil proti nájezdům muslimů Alfonso Pérez de Guzmán (Guzmán Dobrotivý). V září 1340 oblehli Tarifu Marínovci, město odolávalo až do konce října, kdy byli obléhatelé rozdrceni v bitvě na Río Salado kastilsko-portugalskými vojsky.
V 18. století, kdy oblast byla korunním územím Velké Británie, byly hradby a opevnění rekonstruovány. Poslední obléhání Tarify bylo od 20. prosince 1811 do 4. ledna 1812 napoleonskými vojsky pod velením generála Jean-Françoise Levala. Obránci byli vojáci Španělska a Velké Británie, kterým velel Francisco Copons, pozdější hrabě z Tarify. I když francouzští vojáci 30 m průrvou v hradbách, kde protékal potok, vnikli do Tarify, město nedobyli. Zimní déšť rozvodnil potok a rychle stoupající hladina vody přinutila obléhatele k ústupu. Když si generál Levala uvědomil, že následující deště způsobily vlhnutí střelného prachu a ztížily pohyb v bahně, tak zanechal bojů a ustoupil. Po ukončení Španělské občanské války (1936–1939) byly na pobřeží v rámci Plánu obrany Campo de Gibraltar postaveny betonové bunkry k obraně pobřeží.

### Zajímavosti
Často je Tarifě přiřazován původní význam tarif, kdy v Tarifě kdysi kupecké lodě musely platit poplatek za místo v přístavu. V centru historického města jsou úzké uličky.
Kostel San Mateo (Sv. Matouše) ze začátku 16. století v gotickém slohu, v roce 1774 upravena fasáda podle Torcuato Cayón de la Vega (fasáda barokní, vnitřek gotický).
Hrad Mirador El Estrecho a opevnění Castillo de Guzmán postavené v roce 960 na příkaz córdobského chalífy Abd ar-Rahmána III.
Kostel Panny Marie na místě bývalé mešity .

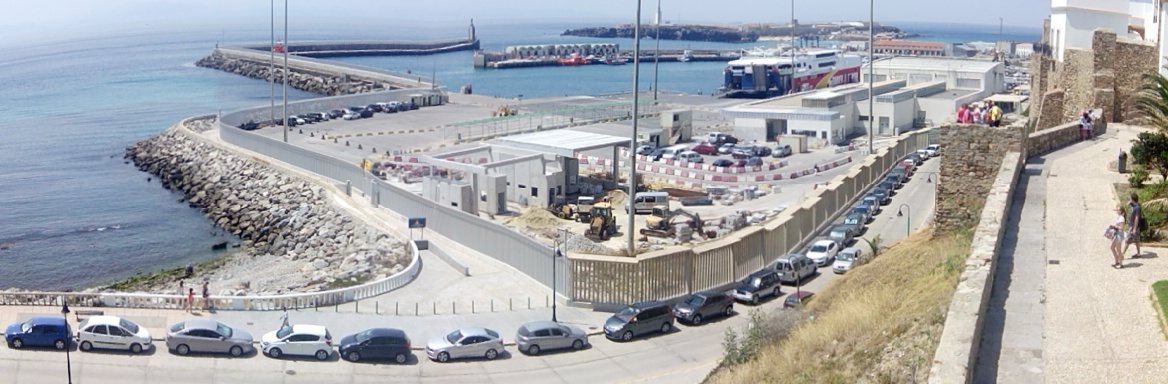
Tarifa (España)

## Geografie

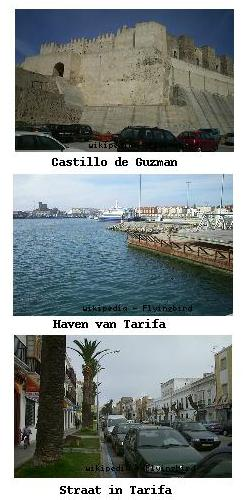
Tarifa

### Pohoří
Nejblíže pobřeží je pohoří Estrecho se sezonními řekami a potoky. Od západu na východ jsou to hřebeny se severo-jižní orientací La Plata, Loma de San Bartolomé, Sierra de Enmedio a Sierra del Cabrito se svými vrcholy Plata (458 m), San Bartolomé (442 m), La Peña (448 m) a El Cabrito (536 m).
Druhá formace hor je na severu, jedná se o pohoří Saladavieja a Ojén s vrcholky Utreras (719 m) a Tajo de La Corza (831 m).

### Řeky
Na území Tarify se nacházejí čtyři řeky: Jara, Valle a Vega se vlévají do Atlantského oceánu, řeka Guadalmesí se vlévá do Středozemního moře (oblast Gibraltaru). Na severu protéká řeka Almodóvar, která je levým přítokem řeky Barbate, s přehradou na horním toku (Embalse de Almodóvar). Na území Tarify se nacházejí také sezónní řeky.

### Klima
Vítr zde vane 300 dní v roce. Proto je okolí Tarify poseto větrnými elektrárnami a také hojně využíváno k provozování windsurfingu a kitesurfingu. V průběhu roku zde vanou dva větry:
- Levante (východní) velmi silný vítr vanoucí především v létě
- Poniente (západní) vane od Atlantského oceánu

## Doprava
Přes Tarifu vede dálnice A7 (E15) z Algeciras do Barcelony, A48 z Cádizu do Vejer de la Frontera a silnice N-340 z Cádizu do Algeciras.
Trajektový přístav na jihu města. Terminál pro osobní přepravu má plochu 2200 m². Hlavní námořní linka vede do Tangeru.
Autobusové spojení mezi Tarifou a Algericas (cca 20 km na severovýchod) a Tarifou a Sevillou (cca 200 km na sever).

## Přírodní podmínky

### Přírodní parky
- Parque Natural Del Estrecho – přírodní rezervace na východ od Tarify (od Cabo de Gracias po zátoku Getares) o rozloze 7 337 ha, vyhlášená pro sledování migrace ptactva přes Gibraltarský průliv a také k pozorování delfínů a velryb.
- Ve vnitrozemí zasahuje do oblasti Tarify přírodní park Alcornocalec (Parque Natural Los Alcornocales) o rozloze 17 422 ha.
- U soutoku řek Jara, Salado a Vega je malá ekologická oblast pláž Los Lances o rozloze 226 ha.
- Přírodní památkou jsou 30 metrové duny v Duna de Bolonia.

### Pláže na Costa de la Luz v Tarifě
- Chica
- Los Lances
- Valdevaqueros
- Bolonia
- Los Alemanes
- El Cañuelo